# Li Ting (tuffatrice)
Li Ting (李婷S, Lǐ TíngP; 1º aprile 1987) è una tuffatrice cinese.

## Biografia
Ha vinto la medaglia d'oro olimpica nei tuffi alle Olimpiadi di Atene 2004, in particolare nella piattaforma 10 metri sincro femminile insieme a Lao Lishi.
Inoltre ha conquistato due medaglie d'oro (2003 e 2005) ai campionati mondiali di nuoto, nel primo caso nella piattaforma sincro 10 metri e nel secondo nel trampolino sincro 3 metri.
Ha inoltre vinto due medaglie d'oro ai giochi asiatici (2002 e 2006) e quattro medaglie d'oro alle Universiadi (tre nel 2005 e una nel 2007) in diverse specialità.